# Rifferswil
Rifferswil est une commune suisse du canton de Zurich, située dans le district d'Affoltern.

Photo aérienne (1970).